# داونهام مارکت
latitudeداونهام مارکتlongitudeداونهام مارکت
داونهام مارکت (به انگلیسی: Downham Market) یک شهر بازاری در بریتانیا است که در انگلستان واقع شده‌است.

## خصوصیات
داونهام مارکت ۵٫۲۰ کیلومترمربع مساحت و ۹٬۹۹۴ نفر جمعیت دارد.